# Das goldene Friedelchen
Das goldene Friedelchen ist ein deutsches Stummfilmdrama aus dem Jahre 1916 von Emmerich Hanus mit Lotte Neumann in der Haupt- bzw. Titelrolle. Drehbuchautor Hugo Landsberger verfasste im selben Jahr unter dem Pseudonym Hans Land auch die Romanvorlage.

## Handlung
Deutschland Ende des 19. Jahrhunderts. Als der Afrikaforscher Prof. Ferdinand Strecker auf eine neue Forschungsreise in den Nordosten des Schwarzen Kontinents aufbricht, bittet er den alten Lehrer seiner Gattin Adele, Johannes Wendlandt, in der Zwischenzeit auf diese aufzupassen. Ein halbes Jahr später, während der Professor noch unterwegs ist, wird dessen älterer Bruder, Kommerzienrat Hermann Strecker, an Adeles Sterbebett gerufen. Kurz zuvor hatte sie einem Töchterchen, das alle fortan „Friedelchen“ nennen sollen, das Leben geschenkt. Bald darauf berichten die Zeitungen, dass Streckers Forscherexpedition infolge des Mahdi-Aufstands im Sudan aufgerieben und alle Teilnehmer umgebracht worden sein sollen. Friedelchen, nunmehr mutmaßlich Vollwaise geworden, gerät damit in die Hände von Hermann Strecker, der mit dem kleinen Mädchen nichts gutes im Sinn hat. Er besticht den familieneigenen Gärtner, sich in Zukunft um die Kleine zu kümmern und sie als Ziehvater zu betreuen, während Strecker selbst das Erbe seines Bruders antritt. Über dieses Arrangement wird strengstes Schweigen vereinbart.
18 Jahre sind seitdem ins Land gegangen, und Friedelchen, die nichts von ihrer wahren Herkunft weiß, ist zu einer jungen Frau erblüht. Als der alte Wendlandt Friedelchen nach solange Zeit wieder sieht, ist er sehr erstaunt darüber, wie sehr diese seiner einstigen Schülerin, Friedelchens verstorbenen Mutter Adele, ähnelt. Wendlandt sieht sich im Angedenken ihrer Mutter dazu verpflichtet, sich weiterhin so gut wie möglich um Friedelchens Wohl zu kümmern und sagt dies ihren Pflegeeltern. Für die junge Frau wird Wendlandt dadurch immer mehr zu einer Art Opa-Ersatz. Eines Tages lernt Friedelchen ihren Cousin Walter kennen, den freundlichen Sohn des raffgierigen Onkels Hermann. Man freundet sich an, und aus der Freundschaft erwächst schließlich Liebe. Als Walter, der nichts über die familiären Zusammenhänge weiß, eines Tages Adeles Bildnis entdeckt, ist er geradezu schockiert ob der frappierenden Ähnlichkeit dieser Frau mit seinem Friedelchen. Sein von ihm befragter Vater ist geradezu bestürzt über das Auftauchen des Fotos wie auch davon, dass sein Filius einen engeren Kontakt mit der von Hermann einst an Gärtner Bruhn fortbegebenen Tochter Adeles pflegt. Doch er schweigt gegenüber Walter.
Friedelchen selbst wurde ebenfalls weder von Wendlandt noch von ihrem Ziehvater, geschweige denn vom schurkischen Onkel Hermann über die Zusammenhänge aufgeklärt und kann sich demzufolge auch nicht ihre Ähnlichkeit mit Adeles Foto erklären. Hermann Streckers Diener Caspar beobachtet derweil im Auftrag seines Herrn die beiden jungen Leute und berichtet seinem Chef davon. Daraufhin kontaktiert der alarmierte Hermann Strecker Bruhn und besticht diesen, sofort mit Friedelchen das Land zu verlassen. Als Ziel wird Argentinien ausgewählt. Doch Friedelchen hat im Nebenraum deren Besprechung belauscht, türmt daraufhin aus dem Fenster und sucht Schutz beim alten Lehrer ihrer Mutter. Nun geraten die Dinge in Bewegung: Wendlandt erfährt aus der Zeitung, dass es doch Überlebende vom Mahdistenaufstand gegeben hatte, und Prof. Ferdinand Strecker wohlbehalten in Kairo angekommen sei. Sofort macht sich der Alte auf den Weg und beauftragt Walter und seine alte Haushälterin, während seiner Abwesenheit sorgsam auf Friedelchen zu achten.
Hermann Strecker, von seinem Diener stets auf dem neuesten Informationsstand gehalten, sieht nun seine Fälle davonschwimmen und begibt sich schnurstracks zu Wendlandts Wohnung, in der sich, so Diener Caspars Auskunft, Friedelchen versteckt halten soll. Er dringt in die Wohnung des Lehrers ein und will Friedelchen gerade entführen, als, für Hermann überraschend, sein Sohn Walter auftaucht und sich seinem Vater entgegenstellt. Einige Tage darauf trifft Prof. Strecker in Begleitung Wendlandts in der alten Heimat wieder ein. Die erste Begegnung zwischen leiblichem Vater und Tochter ist für den Vater fast ein einschneidendes Erlebnis: Er glaubt, seine Frau (in jüngerer Version) vor sich zu haben und ist somit vollkommen sicher, dass diese junge Frau seine Tochter sein muss. Nach dem ersten Schockmoment fallen sich Vater und Tochter in die Arme. Um Hermann Strecker damit zu konfrontieren, dass er damals das goldene Friedelchen an wildfremde Leute, den Gärtner Bruhn, weggegeben hatte, begibt man sich zu dem Erbschleicher, doch der ist wie vom Erdboden verschluckt – offiziell: plötzlich abgereist. Jetzt erst fällt bei Walter endgültig der Groschen. Prof. Strecker ist gern bereit, seine Tochter ihrem Cousin anzuvertrauen.

## Produktionsnotizen
Das goldene Friedelchen entstand im Frühling 1916, passierte die Filmzensur im Juli desselben Jahres und wurde kurz darauf uraufgeführt. Der mit Jugendverbot belegte Dreiakter besaß eine Länge von etwa 1570 Meter. In Österreich-Ungarn lief der Film am 15. September 1916 an.

## Kritik
Die Kinematographische Rundschau schrieb: „Ein ganz hervorragender Film, dessen ernst durchdachte, stimmungsvolle Handlung dazu erschaffen ist, im Zuschauer den nachhaltigsten Eindruck hervorzurufen. (…) Lotte Neumann liefert als „goldenes Friedelchen“ in ihrer mädchenhaften Lieblichkeit eine entzückende Darbietung, und auch alle übrigen Rollen werden von durchaus guten Schauspielern eindrucksvoll wiedergegeben. Besonders zu erwähnen ist noch die tadellose Inszenierung, die uns selten schöne, photographisch einwandfrei durchgeführte Aufnahmen bringt“.